# Tipo Crazy
"Tipo Crazy" é uma canção da cantora brasileira Ludmilla com a participação de Jeremih, composta por Jeremih, Jefferson Junior, Umberto Tavares e produzida por Tavares e Mãozinha. O videoclipe foi lançado em 11 de outubro de 2017 na plataforma digital YouTube, além de estar no seu segundo álbum de estúdio A Danada Sou Eu. A Rádio Disney Brasil toca uma versão da música sem Jeremih. 

## Lista de faixas
- Download digital

1. "Tipo Crazy" - 2:54[1]

## Desempenho nas tabelas musicais
| Parada (2017)            | Melhor posição |
| ------------------------ | -------------- |
| Brasil Billboard Hot 100 | 65             |